# Coast Guard Exchange
Coast Guard Exchange (CGX), tidigare Coast Guard Non-Appropriated Fund Activities (NAFA), är ett amerikanskt statligt företag som förser anläggningar, tillhörande USA:s kustbevakning, med varor och tjänster för anställda och dess familjemedlemmar runt om i världen.

## Historik
År 1950 inrättade USA:s kustbevakning ett butikssystem på de anläggningar som kustbevakningen innehade. Butikerna var dock endast livsmedelsaffärer. År 1973 blev butikssystemet omorganiserat och vara tillgängligt vare sig på land eller till sjöss. Det fick också namnet Coast Guard Non-Appropriated Fund Activities (NAFA). År 1987 byttes det till det nuvarande namnet. Under 2000-talet blev CGX centraliserat.
År 2019 publicerades det en rapport från USA:s försvarsdepartement om att eventuellt fusionera samtliga militära butikssystem tillsammans med CGX för att vara ett enda. Det skulle innebära att Army & Air Force Exchange Service, Marine Corps Exchange och Navy Exchange skulle slås ihop med CGX. Rapporten hävdade att det skulle spara mellan 700 miljoner och 1,3 miljarder amerikanska dollar de första fem åren och sedan 400–700 miljoner dollar årligen för varje efterföljande år. Den 4 april 2022 blev försvarsdepartementet dock beordrad av USA:s biträdande försvarsminister Kathleen Hicks om att alla planer om en eventuell fusion skulle skrotas. Den 12 april meddelade försvarsdepartementet att den eventuella fusionen skulle inte genomföras.